# Las Llanas
Las Llanas è un comune (corregimiento) della Repubblica di Panama situato nel distretto di Los Pozos, provincia di Herrera. Si estende su una superficie di 61,5 km² e conta una popolazione di 599 abitanti (censimento 2010).